# Abdallah Zakher
Le diacre Abdallah Zakher (عبد الله زاخر en arabe), né à Alep dans l’eyalet d’Alep (aujourd’hui en Syrie) en 1684 et décédé en 1748, est un écrivain, imprimeur et typographe syrien melkite.
Ouverte en 1733 dans le couvent Saint-Jean de Choueïr  dans l’eyalet de Sidon (aujourd’hui au Liban), son imprimerie est une des premières imprimeries installées au Moyen-Orient.